# Sebastian Idoff
Sebastian Idoff (né le 2 décembre 1990 à Malmö en Suède) est un joueur professionnel suédois de hockey sur glace. Il évolue au poste de gardien de but.

## Biographie
Formé au Limhamn Limeburners HC, il rejoint les équipes de jeunes du Frölunda HC en 2006. Il joue ses premiers matchs en senior dans la Division 1 avec le Kungälvs IK. Alors qu'il évolue en junior avec Frölunda, il s'aguérit également avec le Borås HC dans l'Allsvenskan. Lors de la saison 2009-2010, il joue trois matchs dans l'Elitserien avec les Frölunda Indians. Il devient gardien titulaire du IF Troja-Ljungby dans l'Allsvenskan en 2011.
Au niveau international, il représente la Suède en sélections jeunes des moins de 16 ans au moins de 20 ans.